# Xeraco
Xeraco község Spanyolországban, Valencia tartományban. Xeraco Tavernes de la Valldigna, Simat de la Valldigna, Benifairó de la Valldigna, Xeresa és Gandia községekkel határos. Lakosainak száma 6044 fő (2024).

## Népesség
A település népessége az utóbbi években az alábbiak szerint változott:
| Lakosok száma | 5055 | 5443 | 5871 | 6186 | 6230 | 5907 | 5715 | 5655 | 5819 | 6044 |
|               | 2001 | 2004 | 2007 | 2009 | 2012 | 2014 | 2017 | 2019 | 2022 | 2024 |